# جمتارا

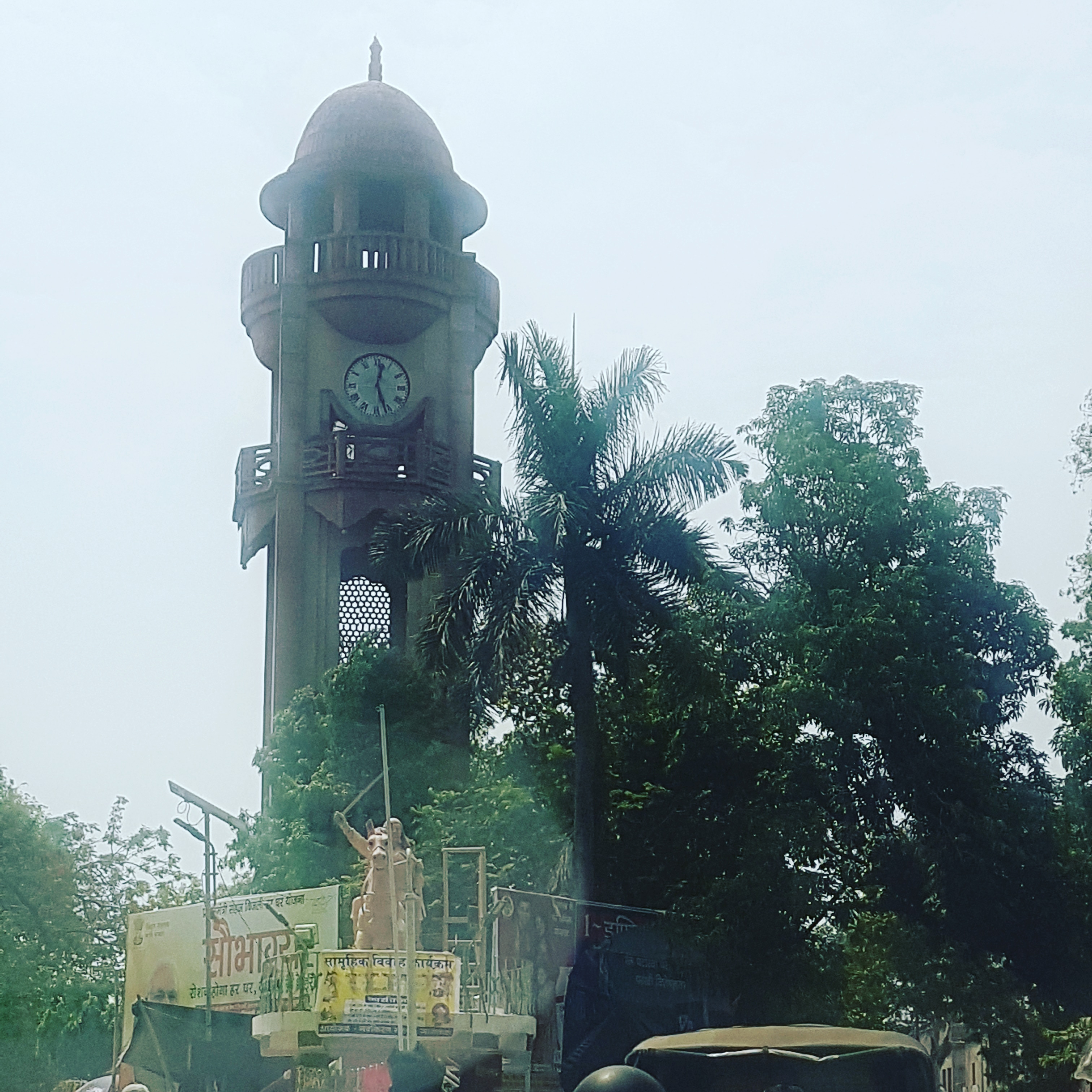
جمتارا

جمتارا (به انگلیسی: Jamtara) یک منطقهٔ مسکونی در هند است که در Jamtara district واقع شده‌است. جمتارا ۱٬۸۰۲ کیلومتر مربع مساحت و ۹۰٬۴۲۶ نفر جمعیت دارد و ۱۵۵ متر بالاتر از سطح دریا واقع شده‌است.